# Liga Mundial de Polo Aquático Feminino de 2014
A Liga Mundial de Polo Aquático Feminino de 2014 foi a sexta edição da Liga Mundial Feminina, organizado pela FINA. A Super Final aconteceu em Kunshan, China, com a vitória da Seleção Estadunidense Feminina de Polo Aquático.